# Aiguamolls de Vassiugan

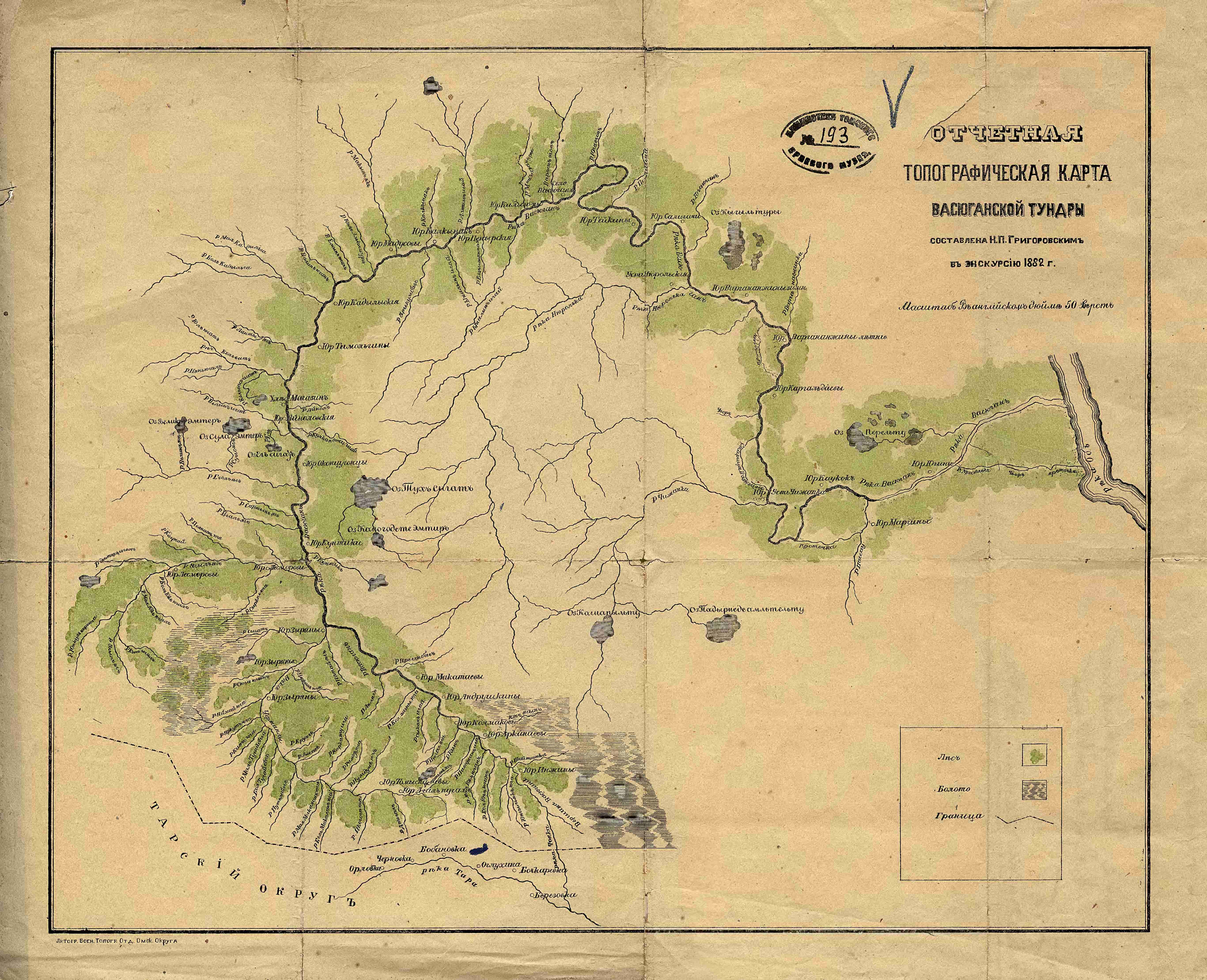
Mapa de la tundra de Vassiugan.

Els aiguamolls de Vassiugan és una zona pantanosa de Sibèria Occidental i una de les més grans del món. Es troba entre els rius Obi i Irtix, al territori de la plana de Vassiugan, que s'estén entre les províncies de Novossibirsk, d'Omsk i de Tomsk, a Rússia. Limita al sud amb l'estepa de Baraba.
Ocupa una àrea de 53.000 km² (fins i tot més gran que la superfície d'alguns països, com Suïssa, que té una superfície de 41.000 km²). En aquest zona neix el riu Vassiugan així com el seu afluent, el Txijapka.

## Tragèdia de Vassiugan
Aleksandr Soljenitsin menciona aquests mateixos aiguamolls com la destinació d'una gran expulsió d'"enemics del poble", fou costum del règim soviètic enviar grans contingents de persones a regions gairebé inhabitables a la força sota el pretext de colonitzar-les. El 1930 foren enviats des de Tomsk pel riu Obi més 10.000 famílies (de 60.000 a 70.000 persones) fins als illots de Vassiugan situats sobre la tundra congelada. En pocs dies la majoria dels nens ja havien mort i la resta, sense aliments ni eines, van veure que era impossible habitar aquell lloc. Incapaços de tornar perquè hi havia posts militars al camí de tornada, l'única opció que tenien era endinsar-se en la tundra gelada. Cap d'ells no sobrevisqué.